# Slawsko
Slawsko (ukrainisch Славсько; russisch Славское Slawskoje, polnisch Sławsko – bis 2023 Slawske/Славське) ist eine Siedlung städtischen Typs im Rajon Stryj der Oblast Lwiw im Westen der Ukraine.

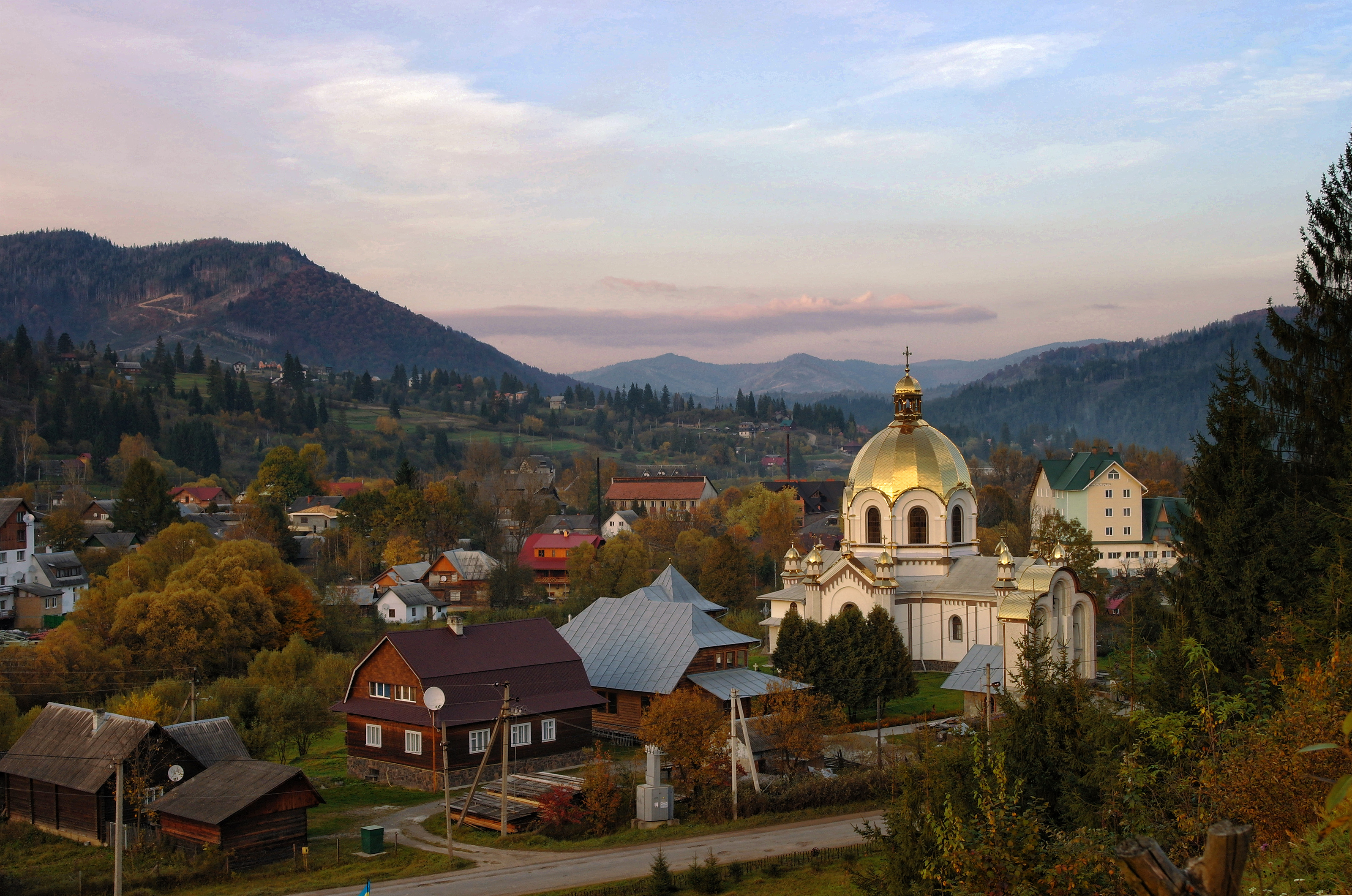
Blick in die Stadt

Die Siedlung liegt am Ufer des Opir etwa 139 Kilometer südwestlich von Lwiw und etwa 26 Kilometer südlich der ehemaligen Rajonshauptstadt Skole.

## Geschichte
Der Ort wurde 1483 zum ersten Mal schriftlich erwähnt und lag zunächst in der Adelsrepublik Polen-Litauen (in der Woiwodschaft Ruthenien), kam 1772 als Sławsko zum österreichischen Galizien und war von 1918 bis 1939 ein Teil der Polnischen Republik (in der Gmina Sławsko, Powiat Stryj, Woiwodschaft Stanislau). Im September 1939 nach dem Beginn des Zweiten Weltkrieges wurde der Ort zunächst von der Sowjetunion und im Sommer 1941 von Deutschland besetzt, diese  gliederte den Ort in das Generalgouvernement bzw. den Distrikt Galizien ein. Nach dem Ende des Zweiten Weltkrieges fiel der Ort an die Sowjetunion, seit 1991 ist er Teil der heutigen Ukraine. 1961 erhielt das nunmehr Slawskoje/Slawske genannte Dorf den Status einer Siedlung städtischen Typs. Zwischen 1940 und 1959 war der Ort das Zentrum des gleichnamigen Rajons Slawske.
Slawsko ist ein bekanntes ukrainisches Skisportzentrum in den Beskiden. Der Wintersporttourismus begann in den 1920er und 1930er Jahren unter polnischer Ägide, die Blüte trat dann zu sowjetischen Zeiten ein, als das Olympiateam der UdSSR im Ort seine Trainingsbasis hatte.
Bereit 1887 bekam der Ort durch den Bau der Bahnstrecke Lwiw–Stryj–Tschop einen Bahnhof.
Am 29. Juni 2023 wurde der Ort auf den Namen Slawsko umbenannt.

## Verwaltungsgliederung
Am 29. Oktober 2017 wurde die Siedlung zum Zentrum der neu gegründeten Siedlungsgemeinde Slawske (Славська селищна громада Slawska selyschtschna hromada), zu dieser zählen auch noch die 7 Dörfer Chaschtschowanja, Hrabowez, Jalynkuwate, Lybochora, Nyschnja Roschanka, Werchnja Roschanka und Wolosjanka. Bis dahin bildete es mit dem Dorf Hrabowez die Siedlungsratsgemeinde Slawske.
Am 12. Juni 2020 kamen noch die 8 Dörfer Chitar, Holowezko, Kalne, Lawotschne, Oporez, Pschonez, Ternawka und Tuchlja hinzu, die bis dahin bestehende Zugehörigkeit zum Rajon Skole wurde aufgelöst und die Siedlungsgemeinde wurde ein Teil des Rajons Stryj. 2023 wurde die Gemeinde analog zum Hauptort auf Siedlungsgemeinde Slawsko umbenannt.
Folgende Orte sind neben dem Hauptort Slawsko Teil der Gemeinde:
| Name                     | Name           | Name                                   | Name              |
| ukrainisch transkribiert | ukrainisch     | russisch                               | polnisch          |
| ------------------------ | -------------- | -------------------------------------- | ----------------- |
| Chaschtschowanja         | Хащованя       | Хащованя                               | Chaszczowanie     |
| Chitar                   | Хітар          | Хитар                                  | Hutar             |
| Holowezko                | Головецько     | Головецко (Golowezko)                  | Hołowiecko        |
| Hrabowez                 | Грабовець      | Грабовец (Grabowez)                    | Grabowiec Skolski |
| Jalynkuwate              | Ялинкувате     | Ялынковатое (Jalynkowatoje)            | Jelenkowate       |
| Kalne                    | Кальне         | Кальне                                 | Kalne             |
| Lawotschne               | Лавочне        | Лавочное (Lawotschnoje)                | Ławoczne          |
| Lybochora                | Либохора       | Либохора (Libochora)                   | Libochora         |
| Nyschnja Roschanka       | Нижня Рожанка  | Нижняя Рожанка (Nischnjaja Roschanka)  | Rożanka Niżna     |
| Oporez                   | Опорець        | Опорец                                 | Oporzec           |
| Pschonez                 | Пшонець        | Пшонец                                 | Pszaniec          |
| Ternawka                 | Тернавка       | Тернавка                               | Tarnawka          |
| Tuchlja                  | Тухля          | Тухля                                  | Tuchla            |
| Werchnja Roschanka       | Верхня Рожанка | Верхняя Рожанка (Werchnjaja Roschanka) | Rożanka Wyżna     |
| Wolosjanka               | Волосянка      | Волосянка                              | Wołosianka        |